# (36267) 1999 XB211
(36267) 1999 XB211 è un asteroide troiano di Giove del campo greco. Scoperto nel 1999, presenta un'orbita caratterizzata da un semiasse maggiore pari a 5,185589 UA e da un'eccentricità di 0,090924, inclinata di 19,715115° rispetto all'eclittica. Ha un diametro di 39,393 km e un'albedo di 0,060.